# Nizozemsko na Letních olympijských hrách 1928
Nizozemsko na Letních olympijských hrách 1928 v Amsterdamu reprezentovala výprava 264 sportovců, z toho 220 mužů a 44 žen v 17 sportech.

## Medailisté
| Medaile | Jméno | Sport                | Disciplína                          |
| ------- | --- | -------------------- | ----------------------------------- |
| Zlato   | Bep van Klaveren | Box                  | Muži pérová váha do 57,2 kg         |
| Zlato   | Bernhard Leene Daan van Dijk | Cyklistika           | Muži tandem                         |
| Zlato   | Charles Pahud de Mortanges | Jezdectví            | Jezdecká všestrannost – jednotlivci |
| Zlato   | Adolf van der Voort van Zijp Charles Pahud de Mortanges Gerard de Kruijff | Jezdectví            | Jezdecká všestrannost – družstvo    |
| Zlato   | Estella Agsteribbe Jacomina van den Berg Alida van den Bos Petronella Burgerhof Elka de Levie Helena Nordheimová Ans Polak Petronella van Randwijk Hendrika van Rumt Jud Simons Jacoba Stelma Anna van der Vegt | Sportovní gymnastika | Družstvo žen                        |
| Zlato   | Maria Braun | Plavání              | Ženy 100 m znak                     |
| Stříbro | Lien Gisolfová | Atletika             | Ženy skok do výšky                  |
| Stříbro | Gerard Bosch van Drakestein | Cyklistika           | Muži 1000 m s pevným startem        |
| Stříbro | Antonius Mazairac | Cyklistika           | Muži sprint                         |
| Stříbro | Johannes Maas Pieter van der Horst Janus Braspennincx Johannes Pijnenburg | Cyklistika           | Muži stíhací závod (družstva)       |
| Stříbro | Gerard de Kruijff | Jezdectví            | Jezdecká všestrannost – jednotlivci |
| Stříbro | Jan Ankerman Jan Brand Rein de Waal Emile Duson Gerrit Jannink Adriaan Katte August Kop Ab Tresling Paul van de Rovaart Robert van der Veen Haas Visser 't Hooft                                                | Pozemní hokej        | Turnaj mužů                         |
| Stříbro | Lambertus Doedes Johannes van Hoolwerff Maarten de Wit Gerardus de Vries Lentsch Hendrik Kersken Cornelis van Staveren                                                                                          | Jachting             | Muži třída 8 m                      |
| Stříbro | Mietje Baron | Plavání              | Ženy 200 m prsa                     |
| Stříbro | Maria Braun | Plavání              | Ženy 400 m volný styl               |
| Bronz   | Karel Miljon | Box                  | Muži váha polotěžká do 79,4 kg      |
| Bronz   | Jan van Reede Pierre Versteegh Gerard le Heux | Jezdectví            | Drezura – družstva                  |
| Bronz   | August Scheffer | Vzpírání             | Muži střední váha do 75 kg          |
| Bronz   | Jan Verheijen | Vzpírání             | Light lehkotěžká váha do 82,5 kg    |